# Ксаверув (гміна Крамськ)
Ксаверув (пол. Ksawerów) — село в Польщі, у гміні Крамськ Конінського повіту Великопольського воєводства.
Населення — 237 осіб (2011).
У 1975-1998 роках село належало до Конінського воєводства.

## Демографія
Демографічна структура станом на 31 березня 2011 року:
|          | Загалом | Допрацездатний вік | Працездатний вік | Постпрацездатний вік |
| -------- | ------- | ------------------ | ---------------- | -------------------- |
| Чоловіки | 119     | 27                 | 81               | 11                   |
| Жінки    | 118     | 19                 | 68               | 31                   |
| Разом    | 237     | 46                 | 149              | 42                   |